# Lycosoura
Pour le village actuel, voir Lykósoura.
Lycosoura ou Lycosure (en grec ancien : Λυκόσουρα / Lykósoura) est une ville de la Grèce antique, dans l’Arcadie, au pied du mont Lycée et au sud-ouest de Mégalopolis; elle fut fondée par le roi Lycaon. 
D'après Pausanias, Lycosoura passait pour la ville la plus ancienne de la terre, et avait servi de modèle pour la construction des autres villes. Elle était déjà détruite au temps de cet auteur.
Elle est connue pour son sanctuaire de Despoina.